# Joost van Dyk

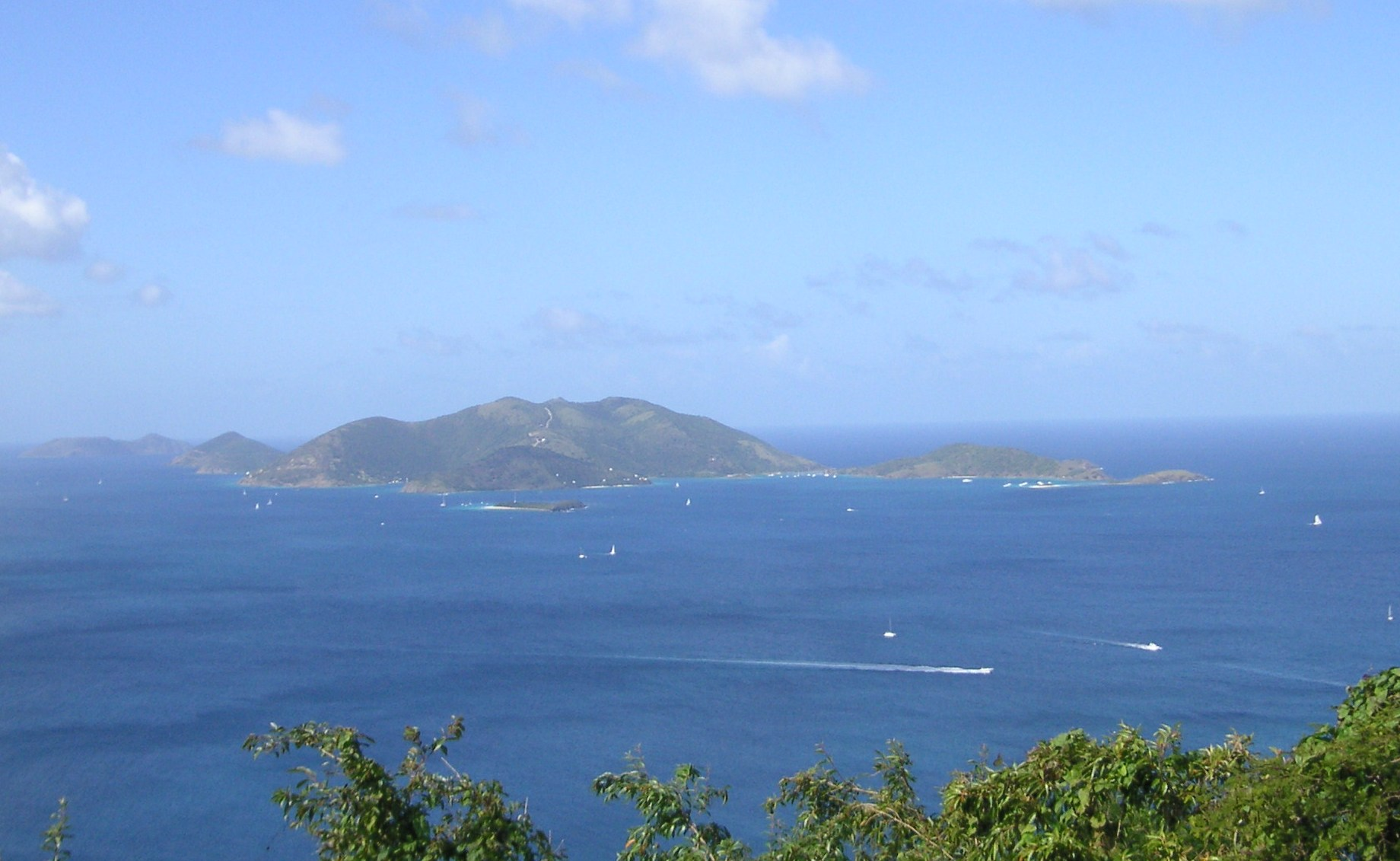
Het eiland Jost Van Dyke in 2006

Joost Van Dyk (ook wel gespeld als Joost van Dyke) (overleden ca. 1631) was een uit Nederland afkomstige kaper en soms piraat. Het eiland Jost Van Dyke, dat deel uitmaakt van de Britse Maagdeneilanden, is naar hem genoemd.
In 1615 meldden Spaanse bronnen dat de Nederlandse kaper Joost van Dyk zich op het eiland Tortola had gevestigd, en een nederzetting bij Soper's Hole had gesticht. Hij hield zich voornamelijk bezig met de handel in tabak en katoen met Puerto Rico, maar er bevonden zich ook piraten in zijn nederzetting.
In 1625 werd hij door de West-Indische Compagnie aangesteld als toezichthouder op Tortola, dat de WIC van strategisch belang achtte, omdat het ongeveer halverwege de kolonies Nederlands-Brazilië en Nieuw-Amsterdam lag. Ook in 1625 verleende van Dyk niet-militaire steun aan de plundering van San Juan op Puerto Rico door de Nederlandse admiraal Boudewijn Hendricksz. Na een Spaanse vergeldingsaanval op Tortola vluchtte van Dyk naar het eiland dat later zijn naam zou dragen. Hij gebruikte het als uitvalsbasis voor aanvallen op schepen op weg naar Puerto Rico, Santo Domingo en Cuba.
Van Dyk is vermoedelijk overleden in of rond 1631.